# Sentinel Północny
Sentinel Północny (hindi उत्तर सेंटीनेल द्वीप) – jedna z wysp archipelagu Andamanów w Zatoce Bengalskiej, położona na zachód od południowej części Andamanu Południowego. Jest niewielka, o kształcie zbliżonym do kwadratu, w większości zalesiona, otoczona rafami koralowymi i pozbawiona naturalnych przystani.

## Ludność
Na wyspie żyją Sentinelczycy, posługujący się językiem sentinelskim. 
Spis powszechny z 2011 ustalił populację wyspy na 15 osób (12 mężczyzn i 3 kobiety) mieszkających w 10 domostwach, dane te są jednak wysoce niemiarodajne. Liczbę mieszkańców szacuje się na od 250 do 300 lub w szerszych granicach od 50 do 400 osób. 
Lud tubylczy nie chce kontaktu ze światem zewnętrznym, pozostając jednym z ostatnich plemion nietkniętych współczesną cywilizacją. Sentinelczycy reagują w agresywny sposób na każdą próbę zbliżenia się do nich, w tym na pomoc humanitarną.

## Geografia
Przed trzęsieniem ziemi na Oceanie Indyjskim w 2004 roku powierzchnia wyspy wynosiła około 72 km². Otoczona była wąską plażą, za którą wysokość nagle wzrastała o około 20 metrów i potem wolniej do 98 metrów w pobliżu środka. Rafy otaczały całą wyspę w odległości mniej więcej kilometra od brzegu; na granicy rafy, około 600 metrów od południowego krańca wyspy, znajdowała się porośnięta lasem wysepka Constance.
Trzęsienie przechyliło płytę tektoniczną pod wyspą, unosząc ją o 1–2 m. Znaczne fragmenty rafy koralowej zostały odsłonięte (niektóre stały się płytkimi lagunami), powiększając wyspę. Zachodni i południowy brzeg przesunęły się w ten sposób o około kilometr, a wysepka Constance połączyła się z główną wyspą.
Najwyższy punkt wyspy znajduje się na wysokości 122 metrów.

## Flora i fauna
Wyspa jest w dużej mierze pokryta tropikalnym i subtropikalnym wilgotnym lasem liściastym. Ze względu na brak badań dokładny skład flory i fauny lądowej pozostaje nieznany. W swojej wyprawie na wyspę w 1880 roku Maurice Vidal Portman doniósł o otwartej, „parkowej” dżungli z licznymi zagajnikami drzew Manilkara littoralis, a także ogromnymi okazami wełniaka azjatyckiego (Bombax ceiba).

## Status polityczny
Oficjalnie wyspa jest od 1947 częścią indyjskiego terytorium związkowego Andamany i Nikobary i ma status wsi jako North Sentinel Island. W praktyce jednak jej mieszkańcy nie są w żaden sposób kontrolowani i są de facto autonomiczni – w 2005 administracja terytorium stwierdziła, że nie zamierza ingerować w życie tubylców ani próbować doprowadzić do kontaktu. Znane są przypadki łamania zakazu lądowania na wyspie ludzi z zewnątrz. Najbardziej znanym przypadkiem nielegalnego lądowania na wyspie była próba nawracania tubylców na wiarę chrześcijańską w listopadzie 2018 roku przez amerykańskiego misjonarza protestanckiego Johna Allena Chau, zakończyła się ona jednak śmiercią misjonarza, który został zabity przez tubylców. Ze względu na ochronę Sentinelczyków przez rząd Indii, żadne konsekwencje nie zostały wyciągnięte wobec sprawców jego śmierci, za to zatrzymani zostali ludzie, którzy pomogli misjonarzowi nielegalnie dostać się na wyspę.